# スーザン・ボイル
スーザン・マグダレイン・ボイル（Susan Magdalane Boyle, 1961年4月1日 - ）は、イギリス、スコットランド出身の歌手。

## 概要
スコットランド・エディンバラ近郊の町ブラックバーンで9人兄弟の末っ子として生まれる。両親はともにスコットランドのマザーウェル出身だが、先祖はアイルランド・ドニゴール県を由来とする。
父のパトリックは元陸軍工兵曹長の鉱夫で、大戦でPTSDを患い感情のコントロールができず、しばしばスーザンに暴力をふるっていた。その傍ら、歌が好きでパブのアマチュア歌手としても働いており、戦前は軍の慰安奉仕会に入ろうとしていたこともあった。また、タイピストの母ブリジットはかつて教師志望であり、母のピアノに合わせて家族で歌うという音楽の教養豊かな少女時代を過ごした。
学習障害があり、学校では同級生のみならず教師からもいじめを受けていた。両親と一緒に生活をしていたが、父親が1997年に亡くなった後、母親の面倒をみていた。2007年に母親が91歳で亡くなった後は、猫のペブルス（Pebbles）と一緒に暮らしていた。
なお、障害については、2013年12月9日のCNNのニュースで、「昨年にアスペルガー症候群と診断を受けた」と告白したと報じられている。子供の頃はバカなスージーと呼ばれいじめられ続けていた彼女は、脳に障害を負ったと思ってきたが、IQは平均以上で、対処可能なアスペルガー症候群だとわかり、ホッとしたという。しかし他人とコミュニケーションを取るのが困難な場合がよくあり、気分が激しく変化しそうと感じたら、その場を離れることにしているという。パニック・憂鬱になれば、一旦人前から離れ一人になる。そして落ち着いたら戻ってくる。これが彼女の対人関係対処方法だという。
生前の母親の助言から、2009年に歌を披露することを決意したことが、彼女の人生を一変させることになる。
2009年12月24日、NHKは同年大晦日の『第60回NHK紅白歌合戦』にゲストとして招くと発表し、初来日で出演し「夢やぶれて」を歌った。
2010年4月1日には、読売日本交響楽団の日本武道館公演にゲスト出演して「夢やぶれて」を始め5曲を歌い上げた。
2012年3月、資生堂の美白化粧水「HAKU」のCMにおいて挿入歌を担当。オリジナルのCM曲歌唱は世界で初めてである。

## ブリテンズ・ゴット・タレント
スーザンは2009年4月11日に放送されたイギリスのオーディション番組、「ブリテンズ・ゴット・タレント」第3シーズンに出場した。舞台に現れた彼女の垢抜けない外見や、審査員の質問につっかえながら答える姿はいかにも素人くさく、将来の夢を聞かれて「ミュージカル女優のエレイン・ペイジのようなプロ歌手になりたい」と答えたときには、観客席から大きな失笑があがった。しかし、ミュージカル「レ・ミゼラブル」の挿入歌「夢やぶれて（I Dreamed A Dream）」の最初のワンフレーズを歌う彼女の歌声が会場に響くと審査員は目を丸くし、観客は一瞬息を呑んでから総立ちになり、彼女に割れるような喝采を送った。会場はスタンディングオベーションとなり、審査員は3人全員が「Yes(合格)」を出し、最高の賛辞を贈った。
この番組の模様がYouTubeなどの動画配信サイトに転載されると、わずか9日間で1億回を超える視聴回数を記録し、さらにはNHKなど日本メディアにも報じられた。その週のうちにアメリカ・CNNの人気番組「ラリー・キング・ライブ」にも出演し、CDデビューの話も進められた。中年女性のシンデレラストーリーへの興奮は国境を越え、時代の社会現象のレベルに達している。世界的な反響にともない「SuBo」という愛称もついた。また、番組内での「独身でキスをされたことも一度もない」という発言が注目されたが、その後の取材で「あれは冗談よ。今一人身だということを大げさに言っただけよ」と笑って答えていた。
また、スーザンがネット上で話題になったことにより、1999年に学校で販売したチャリティーCDにスーザンが収めた歌声も発掘された。曲目は「Cry Me a River」で、その完成度の高さについて『ニューヨーク・ポスト』紙は「もはや一発屋の域にはない」と論評している。このチャリティーCDは当時1000枚しかプレスされなかったため、貴重なコレクターズ・アイテムとして注目を集めている。
一方でキリ・テ・カナワは「すぐ消え去る騒々しいスター」とし、意見を求められ「わたしはクラシックの歌手であり、ヒュー、ズドンと消え去るようなものではない。興味はない」などと酷評している。
2009年5月24日、同番組の準決勝でミュージカル「CATS」の「メモリー」を披露し、視聴者投票による1位で通過し、5月30日の決勝進出枠を勝ち取る。
2009年5月30日、それまでにない過度の緊張もあってか、同番組の決勝で予選と同じく「夢破れて」を披露するも2位に終わり、ダンスグループ「Diversity」が優勝した。優勝者が発表された後スーザンは、「最高のパフォーマンスが勝ちました」とDiversityを称賛した。
2009年8月には、デビューのために今までのトレードマークであった髪型を整え、ロンドン西部に移住した。
2010年7月に新作曲のデュエット相手を全世界を対象にしたネットオーディション『スーザンズ・リサーチ』を開催した。応募方法は自身のYouTubeチャンネルに『きよしこの夜』を歌い動画投稿するというもの。

## ディスコグラフィー

### アルバム
※コンピレーション・アルバム
| 枚 | 発売日                                            | タイトル | 規格品番                                  |
| -- | ------------------------------------------------- | --- | ----------------------------------------- |
| 1  | 2009年11月23日（イギリス） 2009年11月25日（日本） | 夢やぶれて （原題：I Dreamed a Dream）                                                                                               | SICP-2485                                 |
| 2  | 2010年11月8日（イギリス） 2010年11月10日（日本）  | ザ・ギフト 〜夢の贈りもの （原題：The Gift）                                                                                         | SICP-2850                                 |
| 3  | 2011年11月1日（イギリス） 2011年11月2日（日本）   | 誰かが私を見つめている （原題：Someone to Watch Over Me）                                                                            | SICP-3297/8（限定盤） SICP-3299（通常盤） |
| 4  | 2012年11月13日（イギリス） 2012年11月28日（日本） | スタンディング・オベーション: グレイテスト・ソングス・フロム・ステージ （原題：Standing Ovation: The Greatest Songs from the Stage） | SICP-3697                                 |
| 5  | 2013年10月25日（イギリス） 2013年11月6日（日本）  | ホーム・フォー・クリスマス （原題：Home for Christmas）                                                                              | SICP-3925                                 |
| 6  | 2014年10月21日（イギリス） 2014年10月22日（日本） | ホープ （原題：Hope） | SICP-30678                                |
| 7  | 2016年11月4日（イギリス） 2016年11月23日（日本）  | ワンダフル・ワールド （原題：A Wonderful World）                                                                                     | SICP-30995                                |
| ※  | 2019年5月31日（イギリス） 2019年5月31日（日本）   | テン -グレイテスト・ヒッツ- （原題：Ten）                                                                                            | SICP-31209                                |

- 表題曲『夢やぶれて』は映画『秘密結社鷹の爪 THE MOVIE3 http:// 鷹の爪.jpは永遠に』主題歌にも起用された。「鷹の爪」監督のFROGMANは、彼女の映像が当時YouTubeでアップされた時期から観ており、それに感銘を受けてこの作品の脚本を書き、更にデビューが決まった段階で大至急主題歌として「夢やぶれて」を使わせてほしい、とオファーしたことを公言している。
- 日本盤ボーナストラックとして『翼をください Wings To Fly』の英語カバーを収録している。
- 収録曲『フー・アイ・ワズ・ボーン・トゥ・ビー』（Who I Was Born To Be）は映画『宇宙ショーへようこそ』主題歌に起用された。
- セカンドアルバムの日本盤限定ボーナストラックとして、『ひこうき雲〜Vapor Trail〜』を収録している。